# Tapeinothemis boharti
Tapeinothemis
Genre
Espèce
Statut de conservation UICN

NTB1ab(iii)+2ab(iii) : Quasi menacé
Tapeinothemis boharti, unique représentant du genre Tapeinothemis, est une espèce de libellules de la famille des Libellulidae (sous-ordre des Anisoptères, ordre des Odonates).

## Répartition
Cette libellule est endémique des Îles Salomon.